# Nigel Gray
Nigel Gray (Surrey, 1947 – Cornovaglia, 30 luglio 2016) è stato un produttore discografico britannico.
Tra i suoi lavori più noti figurano Outlandos d'Amour (1978), Reggatta de Blanc (1979) e Zenyatta Mondatta (1980) dei The Police, Chris Campion, Walking on the moon: the untold story of the Police and the rise of new wave rock, GoogleBooks, 2009. e Kaleidoscope (1980) e Juju (1981) dei Siouxsie and the Banshees. Ha inoltre prodotto cinque album dei Godley & Creme.
Gray ha ricevuto la nomination al Grammy Award per l'album meglio prodotto ("Best Engineered Album") con Zenyatta Mondatta (1981) e ne ha vinti 3 come produttore (Grammy Award alla miglior performance rock di un duo o un gruppo per Don't Stand So Close to Me nel 1981, Grammy Award alla miglior performance strumentale rock per Reggatta de Blanc nel 1980 e per Behind My Camel nel 1981.

## Carriera

### I Surrey Sound Studios (1975-1987)
Nel 1974, Gray fonda i Surrey Sound Studios convertendo la sala comunale di Leatherhead, a sud di Londra, in uno studio di registrazione a quatro piste con l'aiuto di suo fratello, il tecnico del suono Chris Gray. Nel 1977 lo studio viene convertito da un quattro a un sedici piste, e viene registrato Outlandos d'Amour dei The Police. Nel 1979 lo studio viene ulteriormente espanso a un 24 piste per registrere i dischi di The Police, Siouxsie and the Banshees e Godley & Creme. Sono gli anni in cui vengono registrati agli Studios anche i singoli dei The Lotus Eaters e dei Latin Quarter, che entrano nelle classifiche britanniche, e gli album di The Professionals, Girlschool, Tank, Hazel O'Connor e Eurogliders.
Nel 1987 Gray vende gli studi di registrazione e si ritira in Cornovaglia, dove muore nel 2016.

### Collaborazioni
Nigel Gray ha lavorato su dischi di molti artisti, tra cui:
- Klark Kent, pseudonimo di Stewart Copeland
- Alternative TV
- Craig McNeil
- The Escape
- Girlschool
- Godley & Creme
- Sonja Kristina
- Hazel O'Connor
- The Passions
- Charlie Peacock
- The Police
- Polyphonic Size
- The Professionals
- Siouxsie and the Banshees
- Tank
- Wishbone Ash